# Andrej Zamkovoj
Andrej Viktorovič Zamkovoj (in russo Андрей Викторович Замковой?; Svobodnyj, 4 luglio 1987) è un pugile russo.

## Palmarès
- Olimpiadi:

Londra 2012:  Bronzo nei pesi welter.
Tokyo 2020:  Bronzo nei pesi welter.
- Mondiali dilettanti

Milano 2009:  Argento nei pesi welter
Ekaterinburg 2019:  Oro nei pesi welter